# Literatura de Uruguay
La literatura de Uruguay tiene cierto sello especial, en sus inicios con influencia europeísta, y tomando con el tiempo una identidad propia.

## Historia

### La revolución y los clasicistas 1811-1838
La poesía uruguaya nace con Bartolomé Hidalgo, iniciador de la corriente gauchesca y autor de los famosos cielitos que retrataban lo que sucedía en la época, sobre todo en los enfrentamientos bélicos. Los primeros poemas se copiaban en hojas sueltas y eran recitados de memoria, lo que permitió que perduraran en el tiempo.
Se inicia así la poesía gaucha y posteriormente la gauchesca, de gran presencia en la historia literaria del país, que persistirá hasta la actualidad. Por otro lado, surge con ímpetu el Clasicismo, de origen europeo, que alcanza gran popularidad y un importante número de adeptos, entre ellos Francisco Acuña de Figueroa, autor del Himno nacional, Petrona Rosende, Bernardo Prudencio Berro, Francisco Araucho, Manuel Araucho, Carlos Villademoros,  Dámaso Antonio Larrañaga, José Benito Lamas, José Benito Monterroso, Miguel Barreiro, Lucas Obes, Santiago Vázquez, José Ellauri, entre otros.

### El primer romanticismo 1838-1868
El Romanticismo llega a Uruguay de la mano de Esteban Echeverría y los otros escritores argentinos que huyen del régimen de Juan Manuel de Rosas y se instalan en Colonia y Montevideo. La llamada «Generación de El Iniciador» o «Generación del 37» influencia a los jóvenes letrados de la época que comienzan a publicar sus poemas en diarios y revistas locales. 
Se considera el primer poeta romántico uruguayo a  Adolfo Berro, que confiere a la poesía romántica un cariz social y político y muere de pulmonía a los 22 años. Dicho movimiento se extendió hasta entrado el siglo XX y contó con más de sesenta y cinco escritores que trabajaron la poesía, la narrativa y el teatro, entre los que sobresalen Melchor Pacheco y Obes, Juan Carlos Gómez, Alejandro Magariños Cervantes, Francisco Xavier de Acha, Ramón de Santiago, Heraclio Fajardo, Eduardo Gordon, Pedro P. Bermúdez, Manuel Luciano Acosta,  Bernardo Berro, Andrés Lamas, Gonzalo Ramírez, Carlos María Ramírez, José Pedro Varela, Elbio Fernández, Juan Zorrilla de San Martín, entre otros.

### Realismo, romanticismo y lucha ideológica 1868-1898
La última mitad del siglo XIX está marcada por los conflictos ideológicos entre Blancos y Colorados. Al Clasicismo, el Romanticismo y la Poesía Gauchesca se suma el Realismo, que retratará con minucioso detalle lo sucedido en la época. Entre los autores de este movimiento destacan Eduardo Acevedo Díaz, autor de importantes novelas de corte realista, Daniel Muñoz y Carlos Roxlo. En poesía, teatro y ensayo sobresalen Aurelio Berro, José Sienra y Carranza, Rafael Fragueiro, Juan Zorrilla de San Martín, José G. del Busto, Washington Bermúdez, Victoriano Montes, Joaquín de Salterain, Ricardo Sánchez, Santiago Maciel, Víctor Arreguine, Antonio Lussich, Elías Regules, Alcides de María, Samuel Blixen, Orosman Moratorio, Víctor Pérez Petit, Elías Regules, Abdon Arosteguy, Carlos María Ramírez, Santiago Maciel, Manuel Bernardez, Domingo Arena, Benjamin Fernández y Medina, Víctor Arreguine, José Pedro Varela, Ángel Floro Costa,  Francisco Bauzá, Luis Melian Lafinur, Isidoro de María, Teófilo Díaz, Gregorio Pérez Gomar, Julio Herrera y Obes, Juan Carlos Blanco, Mariano Soler, Justino Jiménez de Aréchaga, Agustín de Vedia, Francisco Berra, Antonio F. Díaz, Clemente Fregeiro.

### Generación del 900

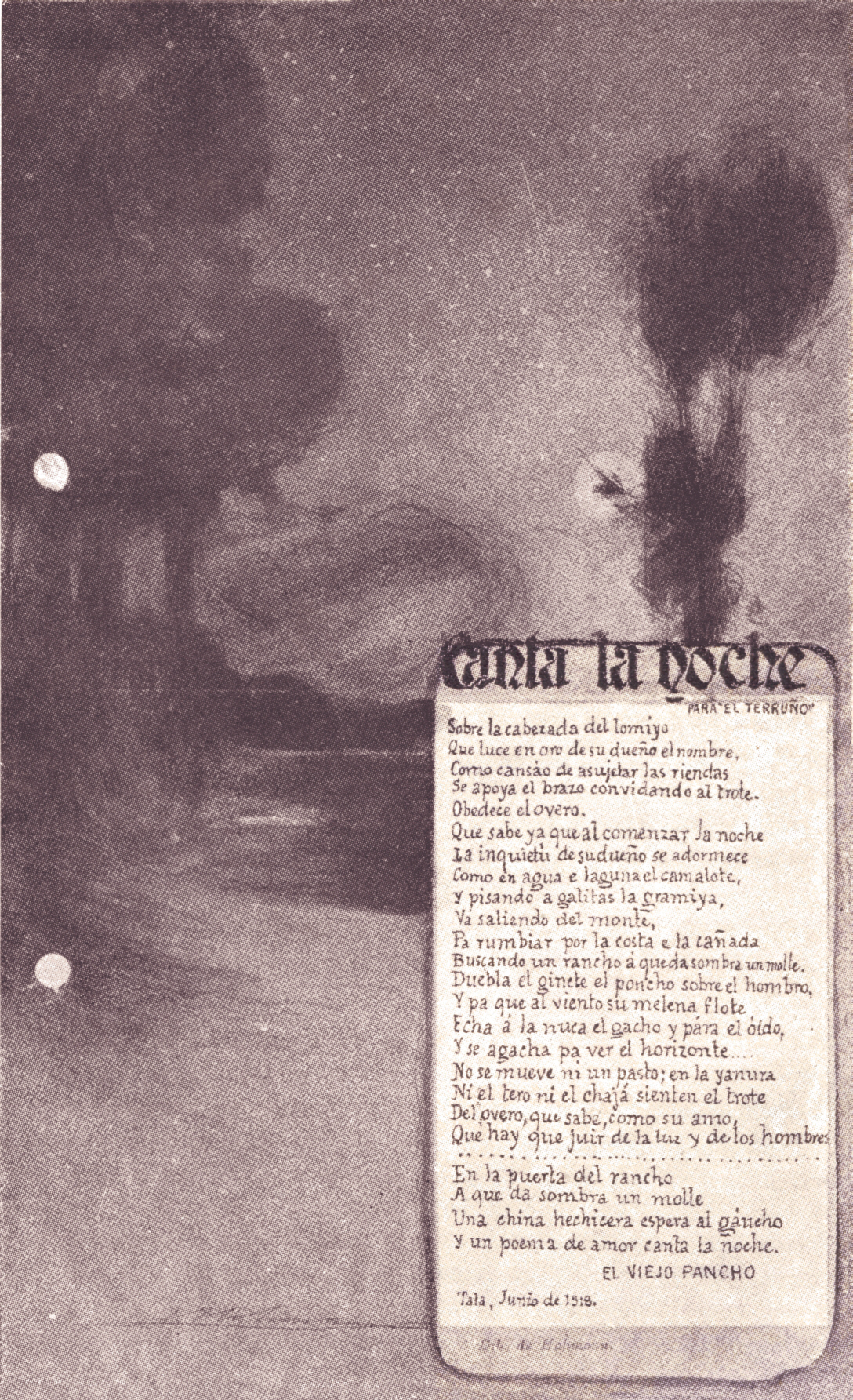
Texto de "Canta la noche" del escritor uruguayo José Alonso y Trelles. Junio de 1918.

Hacia 1900 surge en Montevideo la primera Generación Literaria, conocida como «Generación del 900». De gran trascendencia dentro y fuera del país, sus integrantes son aún considerados grandes exponentes de la poesía, la narrativa breve y el teatro. Se le llama así debido a que la mayoría de sus integrantes comienzan a publicar hacia el año 1900, en revistas como "La nueva Atlántida", "La revista del Salto", "Vida moderna", entre otras. Conforman además distintos cenáculos, entre los que destacan "El consistorio del gay saber", fundado por Horacio Quiroga, "La torre de los Panoramas", de Julio Herrera y Reissig o las reuniones en casa de Carlos Vaz Ferreira. 
La generación tiene una destacada influencia del Modernismo e incluso Rubén Darío mantuvo relaciones de amistad y admiración con varios de los escritores uruguayos, especialmente con Delmira Agustini y José Enrique Rodó.
En Poesía sobresalen Julio Herrera y Reissig, Roberto de las Carreras, María Eugenia Vaz Ferreira, Delmira Agustini, Roberto Sienra, Álvaro Armando Vasseur, José Alonso y Trelles, Emilio Frugoni, Pablo Minelli, Juan J. Ylla-Moreno, Ángel Falco, Ovidio Fernández Ríos, mientras que en teatro los exponentes más importantes son Florencio Sánchez y Ernesto Herrera.
Por su parte, en narrativa breve los nombres de Javier de Viana, Carlos Reyles, Horacio Quiroga, Ernesto Herrera, Víctor Pérez Petit, Otto Miguel Cione, Mateo Margariños Solsona son los más recordados. 
En Crítica y ensayo son destacados José Enrique Rodó, Víctor Pérez Petit, Carlos Vaz Ferreira, Carlos Roxlo, Rafael Barret, Carlos Reyles, Roberto Sienra, Pedro Figari, Alberto Nin Frías, Eduardo Acevedo, Luis Alberto de Herrera, Hugo Barbagelata.

### Generación del Centenario
La Generación del Centenario mantiene gran vigencia más allá de la muerte de sus autores o de la falta de publicación de estos y es retomada medio siglo después por la «Generación del 45». Sin embargo, en Uruguay surgen otros movimientos de importancia, que dan autores de relevancia para las letras. El más próximo es la «Generación del centenario», movimiento sobre todo poético y narrativo, donde se instala con fuerza el "Criollismo", cuyos principales autores son Francisco Espínola, Juan José Morosoli y Serafín J. García. Por su parte, la poesía que cada vez es menos Modernista y se vuelve de a poco más próxima a las Vanguardias sobresale con Juana de Ibarbourou, Clara Silva, Esther de Cáceres, Emilio Oribe, Juan Parra del Riego, Alfredo Mario Ferreiro, entre otros.
La narrativa fantástica, que tiene sus precarios comienzos con los cuentos de Javier de Viana y Horacio Quiroga, alcanza un punto alto de técnica con Felisberto Hernández.

### Generación del 45
Hacia mediados de siglo surge la llamada «Generación del 45» o «Generación Crítica», grupo de destacados autores que se dedican tanto a la producción como a la crítica literaria y la docencia. Nace en torno a las figuras de Carlos Quijano, padrino político de la Generación y de Juan Carlos Onetti, padrino literario. 
La construcción ideológica de esta Generación, que determina qué tipo de literatura corresponde al momento del país, cómo escribirla, sobre qué temas tratar, de qué manera hacerlo, entre otros puntos, se instaló con tanta fuerza que persiste con vigencia aún entrado el siglo XXI. 
Se destacan entre sus autores Mario Benedetti, Idea Vilariño, Carlos Martínez Moreno, Ángel Rama, Carlos Real de Azúa, Emir Rodríguez Monegal, Carlos Maggi, Armonía Somers, Homero Alsina Thevenet, Mario Arregui, José Pedro Díaz, Amanda Berenguer, Ida Vitale, entre otros. 

### Los años 1960
La década de 1960 está cargada de convulsiones sociales que anteceden el Golpe de Estado de 1973 y que reflejan el estado de insatisfacción con el que se vive. Protestas estudiantiles, huelgas sindicales, paros universitarios y la notoria presencia del MLN-Tupamaros son algunos de los hitos que caracterizan estos años. La literatura no escapa a esos procesos, por lo que se vuelve más comprometida, no solo con lo nacional sino con una ideología que abarca a toda América Latina, y adquiere un tono más político y social. 
Sobre todo la poesía y el teatro se vuelcan a una literatura de protesta, que deja autores como Mauricio Rosencof, Antonio Larreta, Ibero Gutiérrez, Hiber Conteris, Eduardo Galeano, Cristina Peri Rossi, Jacobo Langsner, Alfredo Fressia, Clemente Padín, Ricardo Prieto, Dino Armas, entre otros. 
Muchos de ellos deben exiliarse o son encarcelados durante la Dictadura. Por su parte, los autores de la «Generación del 45», siguen produciendo y muchos de ellos también deberán abandonar el país. 
La Dictadura Cívico-Militar que abarca la década del 70 y la mitad de la década de 1980 significa un corte trascendental para la literatura uruguaya, ya que muchos autores son prohibidos o exiliados, pero no obstante, impulsa a muchos jóvenes a pararse frente al régimen y entablar nuevas voces discursivas. En 1980 y a propósito del Plebiscito que dice No a los militares, surge "Grupo Uno", conformado por jóvenes poetas con destacada labor performática, entre los que se encuentran Luis Bravo, Julio Inverso, Andrea Blanqué, entre otros. 
La literatura fantástica se vuelve con Mario Levrero más personal e intimista y crea un legado de autores que incluye a Lauro Marauda y Felipe Polleri, entre otros.

### El fin de siglo y la Generación Tardía
Las décadas del 80 y 90 representan el auge de la narrativa para las letras uruguayas, con la llamada "Generación Tardía" y autores que alcanzan gran reconocimiento tanto nacional como internacional,[cita requerida] entre ellos Tomás de Mattos, Mario Delgado Aparaín, Henry Trujillo, Rafael Courtoisie, Hugo Burel, Alicia Migdal, Roberto Echavarren, Amir Hamed, Carlos Rehermann, Ercole Lissardi, Leo Maslíah, Carlos Liscano, Claudia Amengual, entre otros. 
Por su parte, el cine nacional comienza a proyectar adaptaciones de libros uruguayos, como El dirigible, vinculada a la figura de Juan Carlos Onetti, El viaje hacia el mar, basada en un cuento de Juan José Morosoli, "El hombre pálido", película homónima basada en un cuento de Francisco Espínola, "La espera", inspirada en la novela "Torquator", de Henry Trujillo y posteriormente Mal día para pescar, basada en un cuento de Juan Carlos Onetti, "Miss Tacuarembó", inspirada en la novela homónima de Dani Umpi o La demora, basada en un cuento de Laura Santullo.

### ElsigloXXI
Los últimos años de la literatura uruguaya se caracterizan por una heterogeneidad de estilos, géneros y autores y una tendencia marcada a lo performático y las interrelaciones con otras manifestaciones artísticas. Diversos encuentros de poesía joven, el incremento de sellos editoriales independientes, el crecimiento en las ferias y exposiciones de libros y el desarrollo de las tecnologías de la información y la comunicación han posibilitado que muchos autores encuentren lugar donde manifestarse. 
En la primera década destacan autores tan diversos como Juan Andrés Ferreira, Horacio Cavallo, Dani Umpi, Lalo Barrubia, Rodolfo Santullo, Pedro Peña, Laura Santullo, Daniel Mella o Diego Recoba, entre muchos otros. En la segunda década el proceso de diversificación editorial y de la distribución de la literatura llevó a nuevas editoriales y nuevos escritores a las librerías del país y del exterior.
La Feria del Libro independiente y Alternativo (F.L.I.A.) tuvo su primera edición en Montevideo en el 2012, agrupando a miles de lectores y decenas de escritores y editores. A esta le siguió una lluvia de ferias y pequeños encuentros editoriales en gran parte del país: la feria Ideas+, la Feria de San José, la Feria de Maldonado, además de la Feria Internacional del Libro realizada en la capital del país. Editoriales como HUM/Estuario, Criatura Editora, Estanislao Grupo Editor, Irrupciones Grupo Editor, Yaugurú y Estamina Records se destacan publicando autores jóvenes y dándole proyección internacional. 
En esta década, toma gran protagonismo la exploración de nuevos géneros y temarios con autores como Martín Barea Mattos, Santiago Pereira, Álvaro Lema Mosca y Sebastián Miguez Conde.
En la segunda década también se han destacado escritores del interior del país, como Luis Do Santos, Fabián Severo, Gustavo Espinosa, Maximiliano Rodríguez Vecino, Damián González Bertolino, Valentín Trujillo, entre otros.
Paralelamente, la literatura infantil, que durante los años 90 cuenta con unos pocos escritores, ve incrementarse su número de autores y libros, convirtiéndose en el género más vendido del país, con nombres destacados como los de Roy Berocay, Helen Velando, Magdalena Helguera, Sebastián Pedrozo, Cecilia Curbelo, Daniel Baldi, entre otros.
Es de destacar el desarrollo de clubes de lectura, que cuentan con cada vez más adherentes.